# Varen (Valais)
Varen (en francés Varonne) es una comuna suiza del cantón del Valais, situada en el distrito de Leuk. Limita al norte con la comuna de Inden, al este y sur con Leuk, al oeste con Salgesch, y al noroeste con Mollens.